# Барка (Бјела)
Барка (итал. Barca) је насеље у Италији у округу Бјела, региону Пијемонт.
Према процени из 2011. у насељу је живело 58 становника. Насеље се налази на надморској висини од 658 м.